# 格蕾琴·沃尔什
格蕾琴·沃尔什（英語：Gretchen Walsh，2003年1月29日—），生于纳什维尔，美国女子游泳运动员，主攻自由泳、仰泳和蝶泳，2023年世界游泳锦标赛女子4×100米自由泳接力银牌得主。